# Mandela (Ghana)
Mandela es una ciudad de la región Gran Acra de Ghana. En septiembre de 2010 tenía una población estimada de 61 880 habitantes.
Se encuentra ubicada al sureste del país, al sur del lago Volta y junto a la costa del golfo de Guinea. 